# 藤村道生
藤村 道生（ふじむら みちお、1929年3月3日 - 1999年4月7日）は、日本の歴史学者、元上智大学文学部教授。専門は日本政治外交史。

## 来歴
愛知県名古屋市に生まれる。京都臨時教員養成所物象科を経て東海大学予科文科を卒業。1952年名古屋大学文学部史学科卒業、同大学院文学研究科に入学、信夫清三郎に師事。並行して愛知県立瀬戸高等学校教諭を務める。
早稲田大学教育学部非常勤講師を経て、1962年より名古屋大学文学部助手。九州工業大学助教授（1968-74年）、同教授（1974-77年）を経て、1977年より上智大学文学部教授を務める。1994年に定年退職。
当初は明治期の日本外交史を研究対象とし、後に昭和期の政治史を専門とした。門下生に黒沢文貴、斎藤聖二、櫻井良樹、白石仁章、大島明子などがいる。

## 著書

### 単著
- 『山県有朋』（吉川弘文館〈人物叢書〉、1961年、新装版1986年　オンデマンド版　2024年、ISBN　9784642750592
- 『日清戦争――東アジア近代史の転換点』（岩波新書、1973年）
- 『世界現代史（1） 日本現代史』（山川出版社、1981年）
- 『日清戦争前後のアジア政策』（岩波書店、1995年）

### 共著
- （安部博純・岡本宏・毛利敏彦）『近代日本政治史――史料構成』（南窓社、1976年）
- （網野善彦・春名徹・有泉貞夫・鬼頭宏ほか）『日本歴史の再発見』（南窓社、1985年）

### 編著
- 『日本近代史の再検討』（南窓社、1993年）

### 共編著
- （三宅正樹・秦郁彦・義井博）『昭和期の軍部と政治（全5巻）』（第一法規出版、1983年）